# Csórréti-víztározó
Csórréti-víztározó är en reservoar i Ungern.   Den ligger i provinsen Heves, i den centrala delen av landet, 80 km nordost om huvudstaden Budapest.